# Тортоні
Кафе «Торто́ні» (ісп. Café Tortoni) — відоме буенос-айреське кафе, розташоване у районі Монтсеррат за адресою Авеніда-де-Майо, 825. Відкрите у 1858 році французьким іммігрантом. Кафе отримало свою назву на честь паризького кафе, розташованого на Італійському бульварі, місця збору французької богеми в XIX столітті. «Тортоні» було названо UCityGuides одним з десяти найкрасивіших кафе у світі. Уряд міста Буенос-Айрес вніс кафе «Тортоні» до списку визначних барів міста, які складають його культурну спадщину і найкраще передають його дух.

## Історія
Кафе було засноване 1858 року. 1880 року воно переїхало на не місце, де працює досі. 1882 року мер Буенос-Айреса Торкуато де Альвеар затвердив проект спорудження центральної вулиці міста, яка отримала назву Травневий проспект. В ході виконання цього проекту було знесено багато старих будівель у центральній частині аргентинської столиці, зокрема частково розібрано будинок, де знаходилося кафе «Тортоні». За проектом норвезького архітектора Алехандро Кристоферсена 1898 року було зведено новий фасад будівлі з боку Травневого проспекту у стилі французького академізму. Старий вхід з боку вулиці Рівадавії продовжував функціонувати як чорний хід.
Нині власником кафе є Touring Club Argentino. У кафе «Тортоні» проводяться виступи артистів у стилі танго і джаз, презентації книжок і поетичні змагання. Кафе зберегло оздоблення, яке мало у перші роки роботи.

## Знамениті відвідувачі
Серед його відвідувачів були Артур Рубінштейн, Хосе Ортега-і-Гассет, Хорхе Луїс Борхес, Марсело Торкуато де Альвеар, Карлос Гардель, Хуан-Мануель Фанхіо, Альберт Ейнштейн, Федеріко Гарсія Лорка, Гілларі Клінтон, Роберт Дюваль, Хуан Карлос I та ін.
У кафе «Тортоні» встановлено воскові фігури Борхеса, Гарделя і Альфонсини Сторні, які часто бували у ньому.
Ектор Негро присвятив кафе «Тортоні» танго «Viejo Tortoni», яке стало відомим у виконанні Сусани Рінальді.

## Галерея

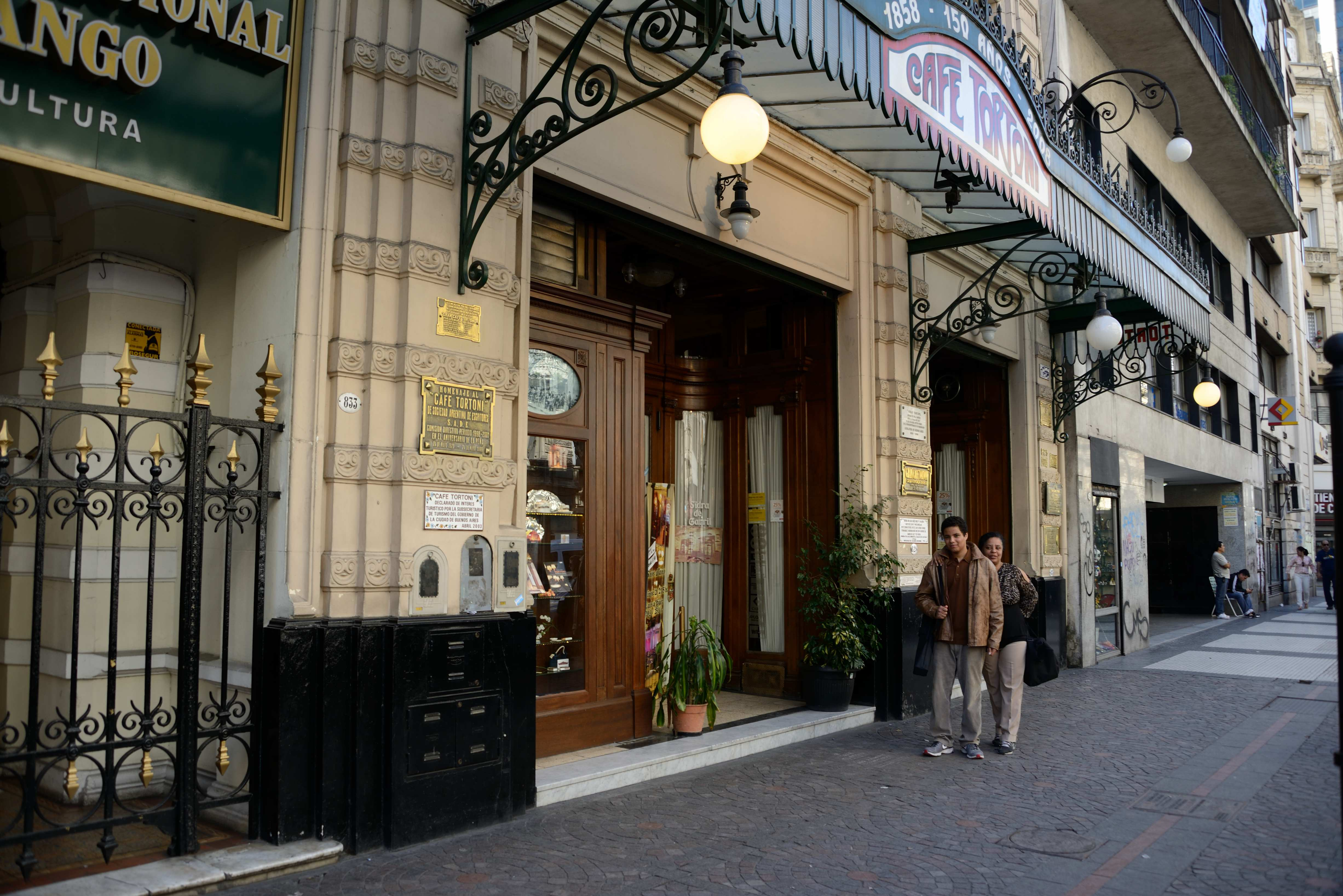
Вхід до кафе
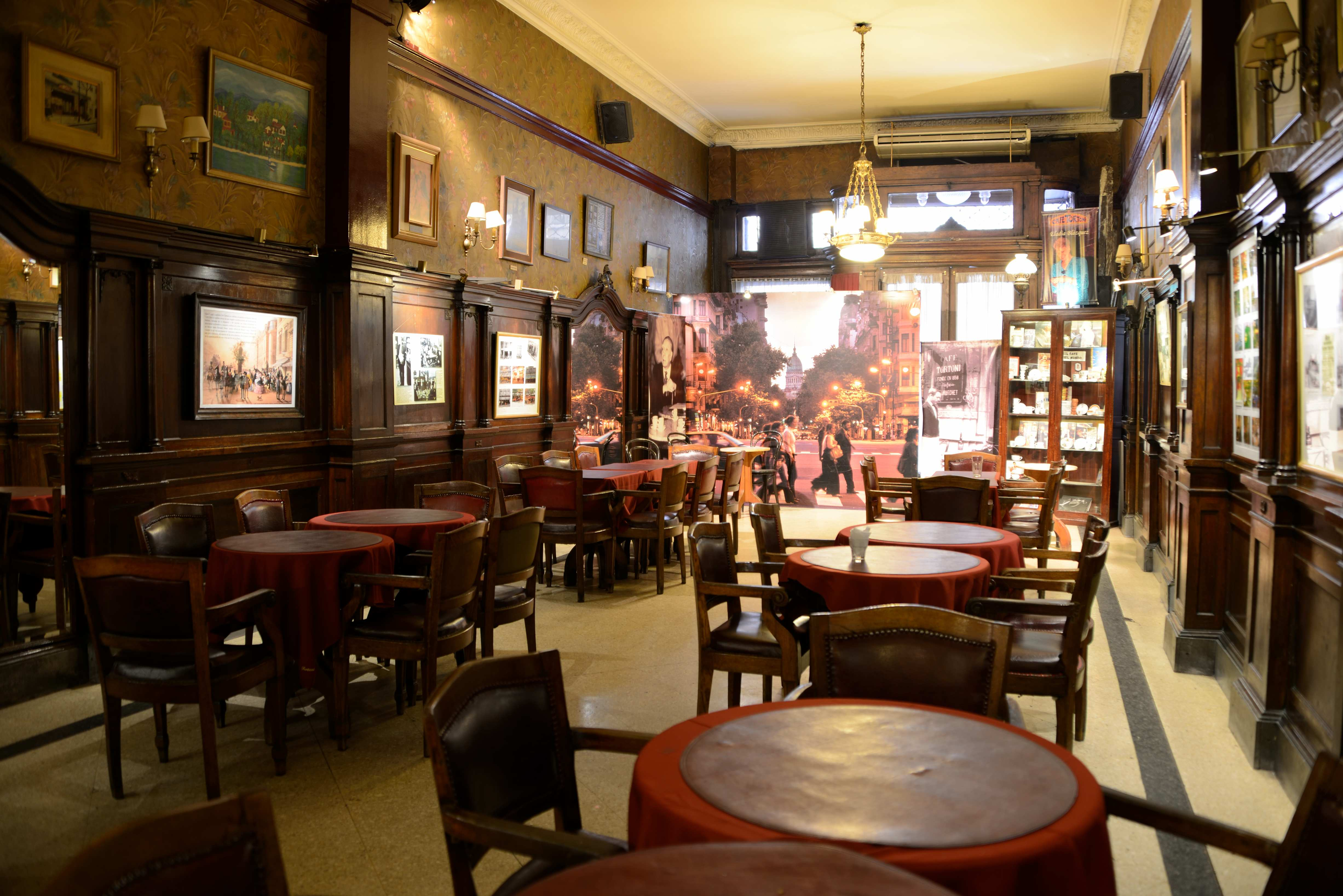
Інтер'єр кафе
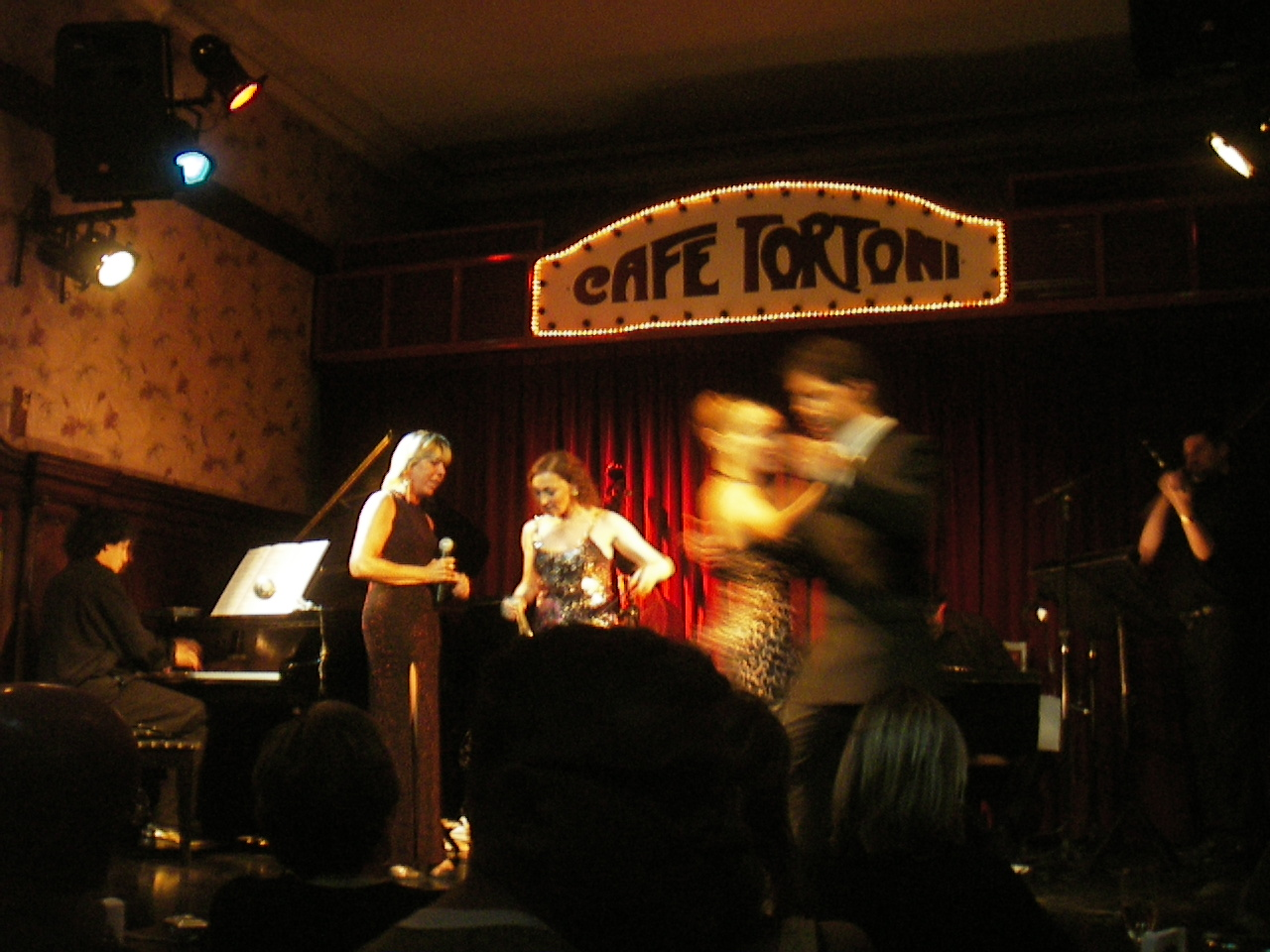
Танго у кафе «Тортоні»
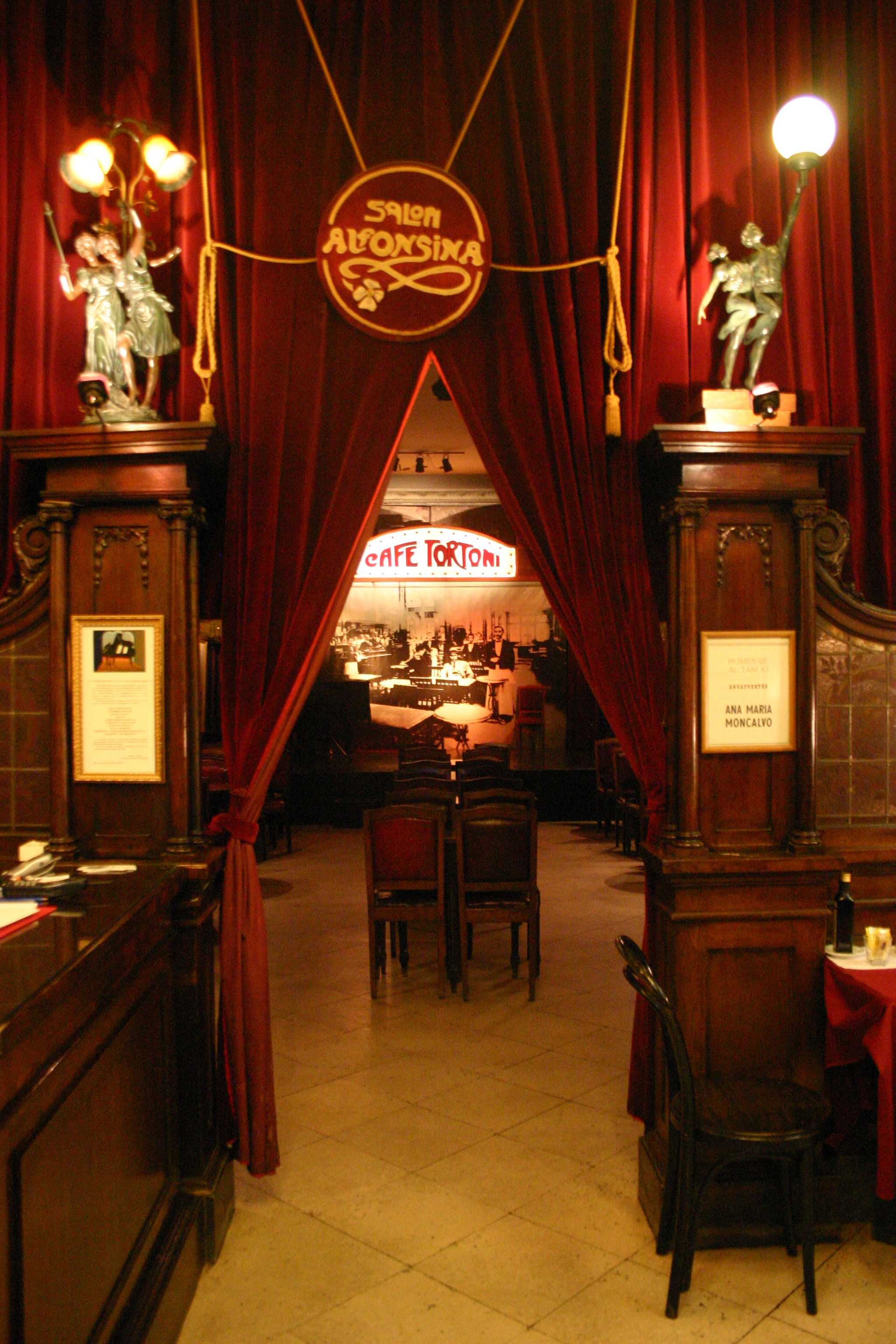
Інтер'єр кафе
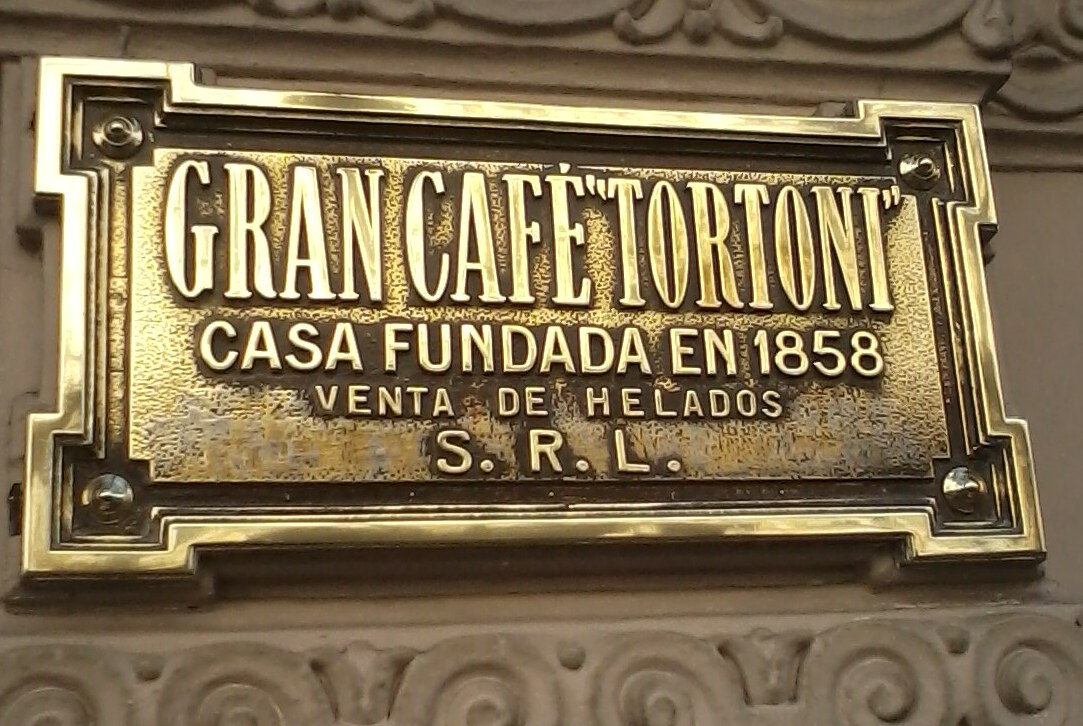
Емблема кафе
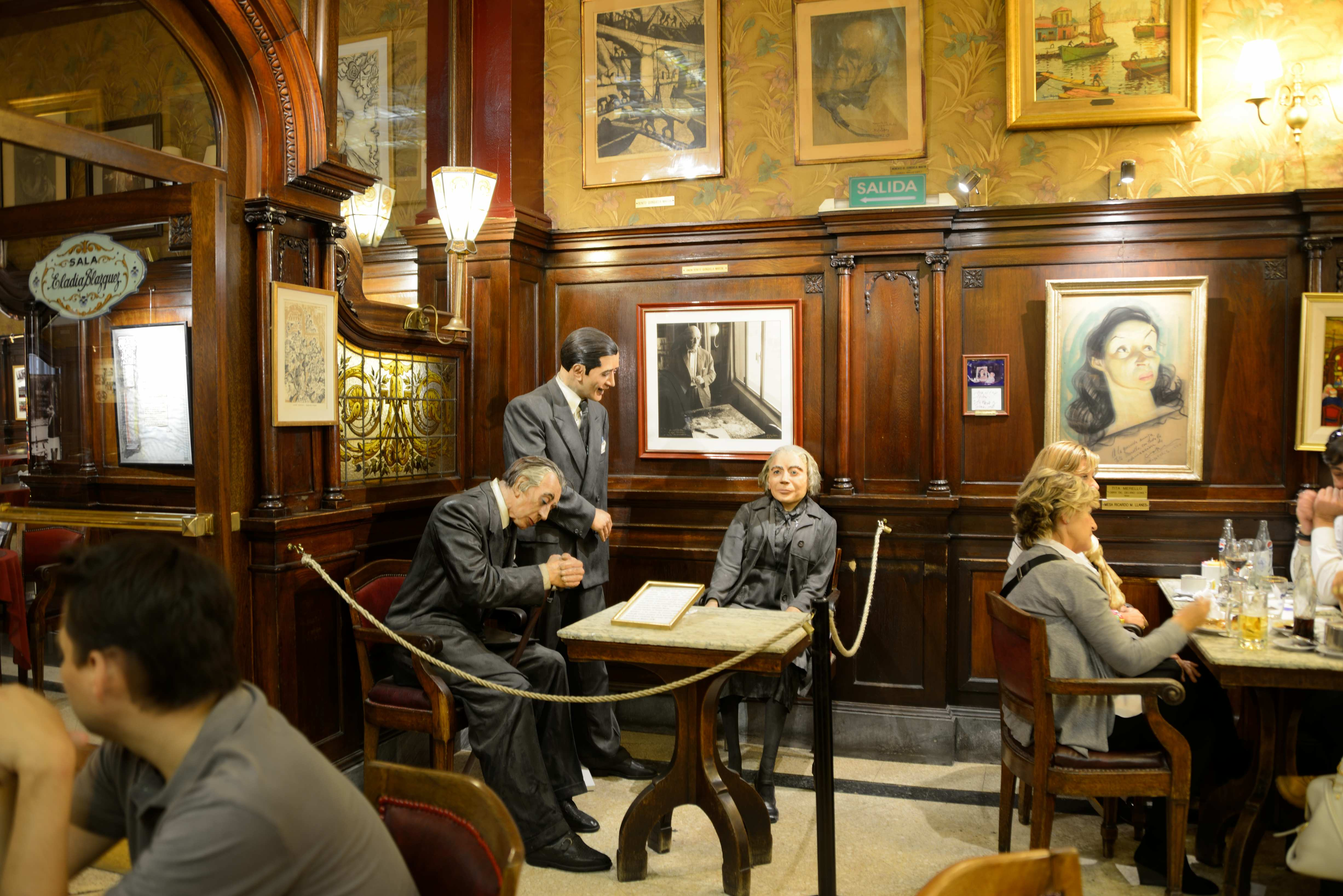
Скульптури Борхеса, Гарделя і Альфонсини Сторні
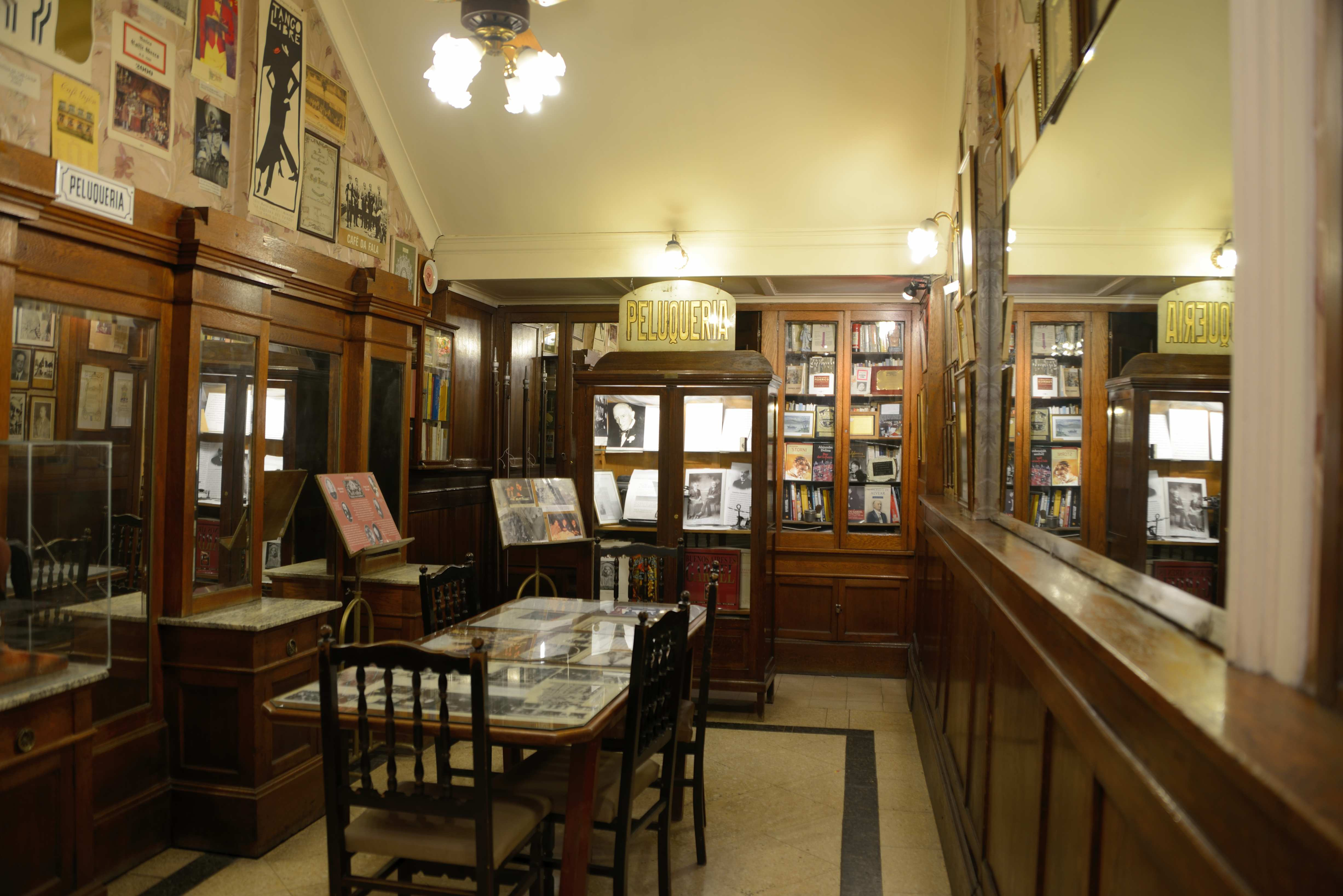
Інтер'єр кафе
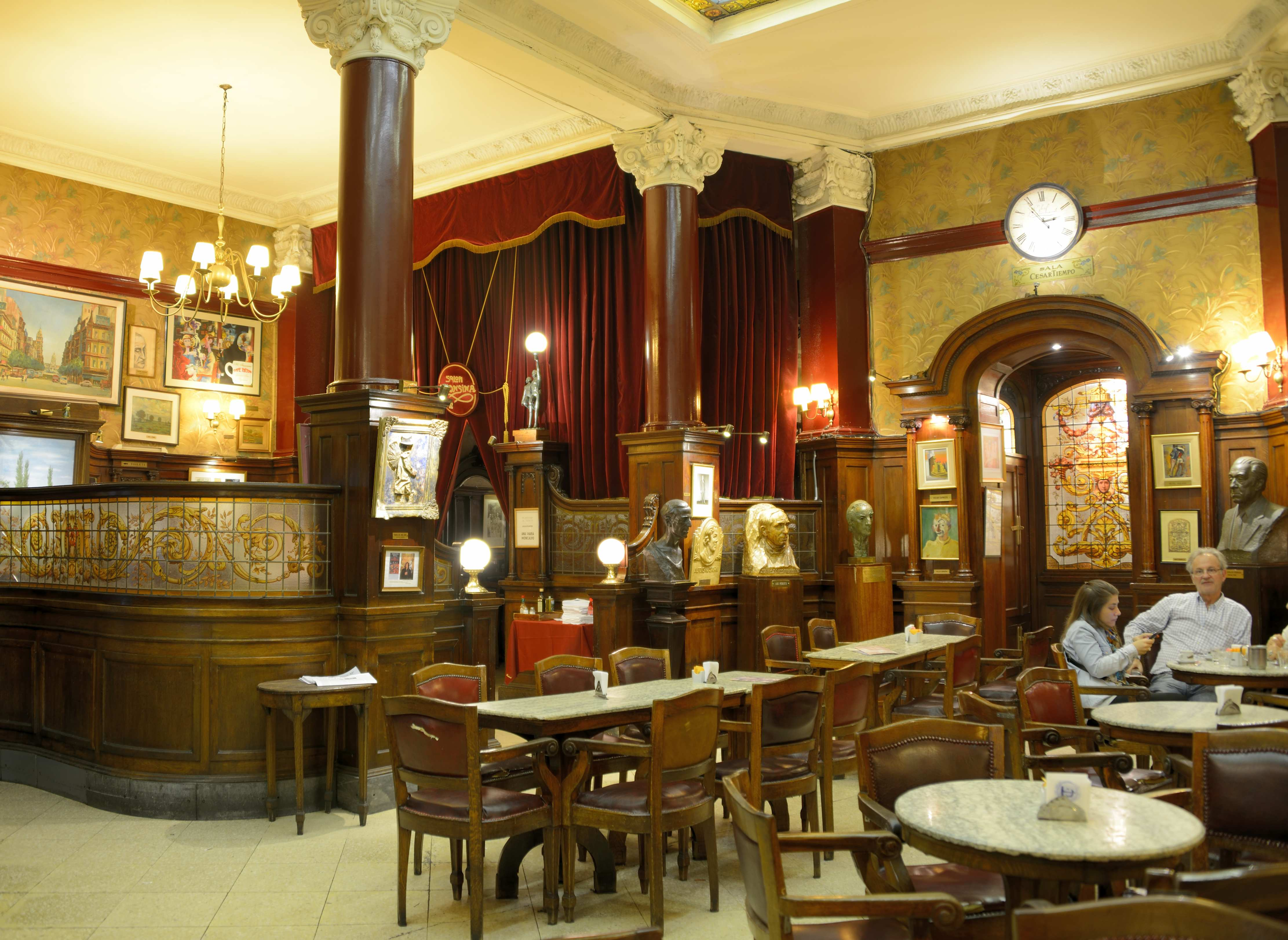
Бюсти
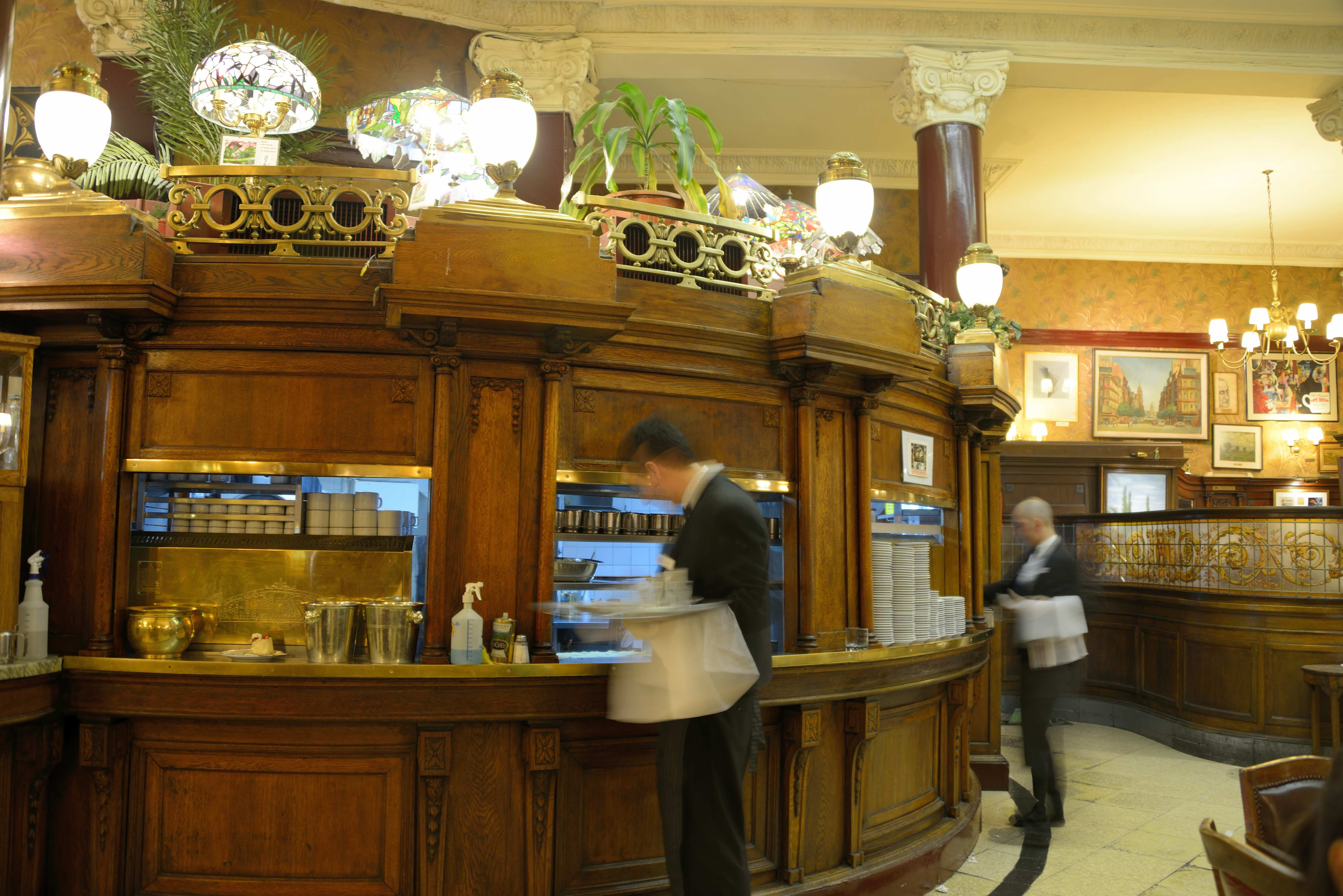
Бар
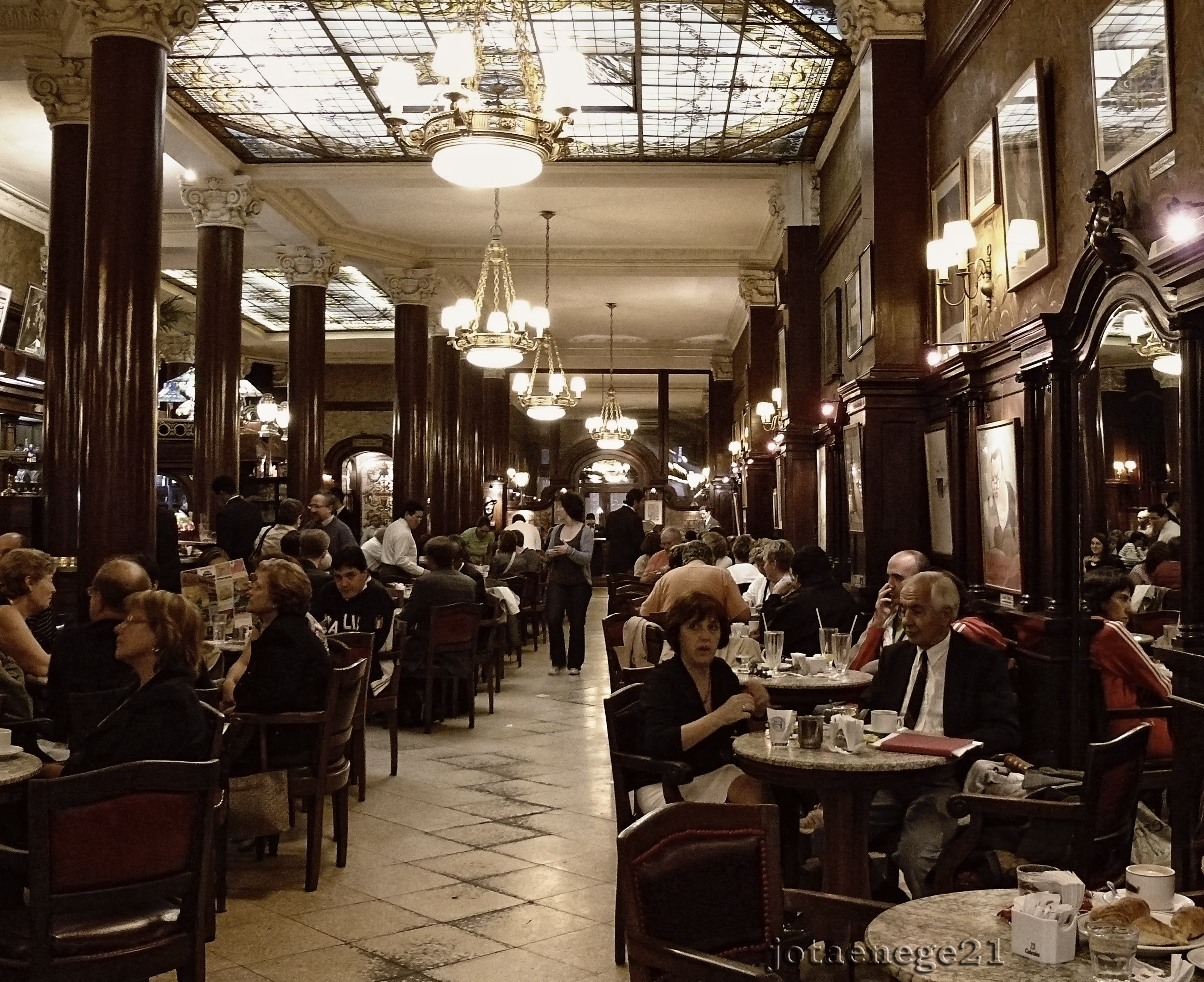
Інтер'єр кафе